# Het Natuurcommando
Het natuurcommando is een stripverhaal uit de reeks van Suske en Wiske. 
Het verhaal werd in 1984 uitgegeven en is als album niet uitgekomen in de reguliere Vierkleurenreeks. Het verscheen in 2024 in de reeks Suske en Wiske in het kort.

## Locaties
- huis van tante Sidonia, de heide, terrein van Krimson op de heide, villa van Krimson

## Personages
- Suske, Wiske, tante Sidonia, Lambik, Jerom, Krimson, chauffeur, Achiel, klanten

## Het verhaal
Lambik heeft als nieuwe hobby fotograferen opgepakt en hij jaagt op een goudfazant, maar stuit dan op prikkeldraad op de heide. Het blijkt dat een stuk natuur heeft aangekocht en de vrienden vertrouwen dit niet. Met behulp van Wiske kan Suske zich op een bestelwagen verstoppen die door de poort wordt toegelaten. Hij ontdekt dat Krimson op het terrein een illegale stortplaats heeft geopend en veel geld ontvangt voor zijn diensten om afval te storten. Thuis praat hij de vrienden bij en ze vormen een natuurcommando om de natuur te redden. De vrienden rijden 's nachts naar de villa en met behulp van Jerom kunnen ze ongezien en ongehoord naar binnen.
Krimson en de volgende ochtend heeft hij zin in veel poen scheppen. Dan ontdekt hij dat zijn zwembad erg vies is, besmeurd met vuil komt Krimson er weer uit. Ook komt er viezigheid uit het fonteintje als hij water wil drinken, zijn hele villa blijkt vuil. Achiel kan de schurk niet bedaren met zijn pillen. Krimson wil dat de vuilstort opgeruimd wordt en laat Achiel bomen en dieren aankopen. De vrienden zijn blij dat hun plan goed heeft uitgepakt, maar tante Sidonia waarschuwt dat het probleem og bestaat zolang er geen oplossing is gevonden voor de verwerking van industrieel afval.